# Глибочицька (станція метро)
50°27′46.46″ пн. ш. 30°29′06.50″ сх. д. / 50.4629056° пн. ш. 30.4851389° сх. д.
«Глибо́чицька» — майбутня станція Подільсько-Вигурівській лінії Київського метрополітену, що буде розташована після станції «Подільська». Згідно з проєктом буде розташована на Лук'янівці, виходи заплановані до Татарської та Підгірної вулиць.

## Конструкція
Заплановано, що станція буде глибокого закладення, пілонного типу. За конструкцією станція буде трьохсклепінною, бокові тунелі діаметром 8,5 м, середній станційний тунель діаметром 9,8 м. Ширина пілона становитиме 3 м, ширина проходу між пілонами — також 3 м. Пілони планується облицювати мармуром контрастних тонів — світлим та темним.
Зі східного торця платформи буде влаштовано вихід зі станції на поверхню. Похилий наклон з трьома стрічками ескалатора висотою підйому 56 м сполучатиметься з підземним вестибюлем на перетині вулиць Татарської та Підгірної на Татарці. Із цього вестибюля буде можливий рух у трьох напрямках:
- сходами на поверхню на Татарську вулицю;
- за допомогою трьох стрічок ескалаторів висотою 13,6 м на поверхню в бік Підгірної вулиці;
- за допомогою коридору й трьох стрічок ескалаторів висотою 18,4 м у підземний вестибюль на Татарську вулицю в бік вулиці Володимира Мономаха, з підземного вестибюля сходами на поверхню.

## Пересадка
З західного торця платформи запланований перехід на станцію «Лук'янівська» Сирецько-Печерської лінії. У похилому ході буде розташовано п'ять стрічок ескалаторів висотою підйому 11,2 м, що буде сполучатися з проміжнім вестибюлем, з якого пасажири попадатимуть у середину платформи станції «Лук'янівська».

## Колійний розвиток
Станція «Глибочицька» планується з колійним розвитком (трьохстрілочний з'їзд) для підключення службово-з'єднувальної гілки до станції «Лук'янівська» Сирецько-Печерської лінії, а також обороту поїздів при експлуатації станції, як тимчасово кінцевої. Довжина тупиків також дозволятиме встановлення чотирьох поїздів на нічний відстій.

## Будівництво
У комунального підприємства «Київський метрополітен» наявна проєктна документація з будівництва дільниці Подільсько-Вигурівської лінії метрополітену від станції «Глибочицька» до станції «Райдужна» з відгалуженням у бік житлового масиву Вигурівщина-Троєщина.
Плановий термін будівництва за наявності фінансування становить 62 місяці, тобто відкриття станції планується після 2027-28 року, в складі першої черги Подільсько-Вигурівської лінії.
Станом на початок 2025 року спорудження станції не розпочате.